# Paul Scott
Paul Mark Scott (Southgate, 25 marzo 1920 – Londra, 1º marzo 1978) è stato uno scrittore, drammaturgo e poeta inglese, conosciuto soprattutto per la tetralogia The Raj Quartet. Il suo romanzo Staying On vinse il Booker Prize nel 1977. La serie di libri fu trasposta dalla Granada Television negli anni Ottanta e valse a Scott il plauso del pubblico e della critica, che non aveva ricevuto durante la sua vita.

## Biografia
Paul Scott nacque al 130 di Fox Lane nel distretto di Palmers Green/Southgate, alla periferia nord di Londra, il più giovane di due figli. Suo padre, Thomas (1870–1958), era un abitante dello Yorkshire che si trasferì a Londra negli anni '20 coi membri della famiglia di Headingley. Era un artista commerciale, specializzato nel disegno per calendari e cartoline. La madre di Scott, Frances, nata Mark (1886–1969) era la figlia di un operaio del sud di Londra. Più tardi nella vita Scott notò la tensione in sè stesso tra la spinta dell'ambizione creativa di sua madre e il mondo reale e l'approccio radicato alla vita di suo padre.
Scott studiò alla Winchmore Hill Collegiate School, ma dovette abbandonarla presto, senza alcuna qualifica, poiché gli affari di suo padre incontravano difficoltà finanziarie. Questa divisione dai suoi studi si è rispecchiata nel resto della sua vita: la battaglia tra le esigenze pratiche e l'impulso di creare. Scott lavorò come impiegato contabile per CT Payne e prese lezioni serali di contabilità e scrisse poesie nel tempo libero. In seguito, notò che le rigide gerarchie sociali e i codici della sua infanzia suburbana trovavano eco nella società indiana nell'India Britannica.
Scott fu arruolato nell'esercito britannico durante la Seconda Guerra Mondiale come soldato all'inizio del 1940, presso il dipartimento di intelligence britannico. Si addestrò come soldato semplice a Torquay con l'8° battaglione, i Buffs (Royal East Kent Regiment). Durante tale periodo, due delle sue zie furono uccise in un raid aereo.
Nel 1943, all'età di 22 anni, Scott fu assegnato come ufficiale nell'esercito indiano britannico e quell'anno salpò a bordo della RMMV Athlone Castle da Liverpool. Ben presto si ammalò di dissenteria amebica, diagnosticata solo nel 1964. La malattia potrebbe aver avuto qualche effetto sul suo carattere e sulla sua scrittura. Si unì all'Indian Army Service Corps e acquisì familiarità con la vita nelle stazioni collinari come Abbottabad e Murree. Strinse molte amicizie coi compagni indiani e da questo momento nelle sue opere compaiono ritratti letterari dei suoi amici.
Successivamente contribuì a organizzare il supporto logistico per la riconquista della Birmania da parte della Quattordicesima Armata. Dopo la caduta di Rangoon nel 1945, trascorse del tempo a Calcutta e nel Kashmir, successivamente inviato in Malesia per porre fine all'occupazione giapponese; tuttavia, si erano già arresi quando Scott arrivò. Nel tempo trascorso lontano dall'India gli mancava profondamente il paese e desiderava tornarci. Alla fine dell'anno si riunì alla sua compagnia a Bihar e fece ritorno in Inghilterra, dopo aver trascorso tre anni in India. Durante il suo servizio continuò a scrivere poesie.
Al ritorno a Londra lavorò come noto agente letterario, prima di decidere di scrivere a tempo pieno dal 1960. Nel 1964 tornò in India per un viaggio di ricerca, sebbene fosse alle prese con problemi di salute e alcolismo. Il materiale raccolto gli servì per la creazione dei romanzi che sarebbero entrati nel The Raj Quartet. 
Nel giugno 1964, all'età di 43 anni, Scott iniziò a scrivere Il gioiello della corona, il primo romanzo di quello che sarebbe infine diventato The Raj Quartet (1966). I restanti romanzi della tetralogia furono pubblicati nei nove anni successivi: Il giorno dello scorpione (1968), Le torri del silenzio (1971) e La divisione delle spoglie (1975). Scott scrisse in relativo isolamento e visitò l'India solo altre due volte durante la genesi del Raj Quartet, nel 1968 e nel 1972, ultimamente per il British Council. Lavorava in una stanza al piano superiore della sua casa di Hampstead con vista sul giardino e sui boschi del sobborgo di Hampstead Garden. Egli integrò i guadagni derivanti dai suoi libri con recensioni per The Times, Times Literary Supplement, New Statesman e Country Life.
La figlia di Scott notò: «Era come se si fosse esiliato nell'unica stanza dove non c'erano altro che la macchina da scrivere e la pagina bianca... Era la sua creazione come scrittore, ma la sua disfatta come essere umano».
Nel 1976 e 1977 accettò una cattedra come Professore invitato di scrittura creativa presso l'Università di Tulsa, dove è conservato gran parte del suo archivio privato.

## Opere
- The Alien Sky, 1953
- A Male Child, 1956
- The Mark of the Warrior, 1958
- The Chinese Love Pavillion, 1960
- The Birds of Paradise, 1962
- The Raj Quartet, tetralogia di romanzi sulla fine dell'Impero anglo-indiano
  - The Jewel in the Crown, 1966
    - La gemma della corona, trad. di Roberta Rambelli, Collana Gli elefanti, Milano, Garzanti, 1985, ISBN 978-88-116-6800-8. [esaurito]
    - Il gioiello della corona, trad. di Stefano Bortolussi, Collana Le strade n.444, Roma, Fazi, 2020, ISBN 978-88-932-5685-8.

  - The Day of the Scorpion, 1968
    - Il giorno dello scorpione, trad. di Roberta Rambelli, Collana Gli elefanti, Milano, Garzanti, 1986, ISBN 978-88-116-6801-5. [esaurito]
    - Il giorno dello scorpione, trad. di Stefano Bortolussi, Collana Le strade n.478, Roma, Fazi, 2021, ISBN 978-88-932-5686-5.

  - The Towers of Silence, 1971
    - Le torri del silenzio, trad. di Roberta Rambelli, Collana Gli elefanti, Milano, Garzanti, 1987, ISBN 978-88-116-6802-2. [esaurito]
    - Le torri del silenzio, trad. di Stefano Bortolussi, Collana Le strade n.514, Roma, Fazi, 2022, ISBN 978-88-932-5687-2.

  - A Division of the Spoils, 1975
  -  La divisione delle spoglie, traduzione di Stefano Bortolussi, Collana Le strade n.548, Roma, Fazi, 2023, ISBN 978-88-932-5688-9.
- Gente in ombra (Staying On, 1977), trad. di M.P. Chiodi, a cura di O. Bramani, Collana Sguardi, Bergamo, Lubrina Bramani Editore, 2001, ISBN 978-88-776-6239-2.